# Perriers-en-Beauficel
Perriers-en-Beauficel és un municipi francès situat al departament de la Manche i a la regió de Normandia. L'any 2007 tenia 232 habitants.

## Demografia

### Població
El 2007 la població de fet de Perriers-en-Beauficel era de 232 persones. Hi havia 104 famílies de les quals 37 eren unipersonals (25 homes vivint sols i 12 dones vivint soles), 42 parelles sense fills i 25 parelles amb fills.
La població ha evolucionat segons el següent gràfic:
Habitants censats

### Habitatges
El 2007 hi havia 163 habitatges, 108 eren l'habitatge principal de la família, 32 eren segones residències i 23 estaven desocupats. Tots els 162 habitatges eren cases. Dels 108 habitatges principals, 87 estaven ocupats pels seus propietaris i 21 estaven llogats i ocupats pels llogaters; 2 tenien una cambra, 11 en tenien dues, 28 en tenien tres, 39 en tenien quatre i 27 en tenien cinc o més. 58 habitatges disposaven pel capbaix d'una plaça de pàrquing. A 64 habitatges hi havia un automòbil i a 30 n'hi havia dos o més.

### Piràmide de població
La piràmide de població per edats i sexe el 2009 era:
| Homes | Edats   | Dones |
| ----- | ------- | ----- |
| 0     | 95 o +  | 0     |
| 0     | 90 a 94 | 0     |
| 0     | 85 a 89 | 0     |
| 0     | 80 a 84 | 0     |
| 12    | 75 a 79 | 16    |
| 8     | 70 a 74 | 4     |
| 12    | 65 a 69 | 8     |
| 12    | 60 a 64 | 8     |
| 12    | 55 a 59 | 12    |
| 4     | 50 a 54 | 0     |
| 8     | 45 a 49 | 0     |
| 4     | 40 a 44 | 8     |
| 4     | 35 a 39 | 4     |
| 8     | 30 a 34 | 8     |
| 12    | 25 a 29 | 4     |
| 12    | 20 a 24 | 0     |
| 4     | 15 a 19 | 8     |
| 8     | 10 a 14 | 4     |
| 0     | 5 a 9   | 4     |
| 0     | 0 a 4   | 8     |

## Economia
El 2007 la població en edat de treballar era de 127 persones, 80 eren actives i 47 eren inactives. De les 80 persones actives 73 estaven ocupades (42 homes i 31 dones) i 7 estaven aturades (2 homes i 5 dones). De les 47 persones inactives 28 estaven jubilades, 2 estaven estudiant i 17 estaven classificades com a «altres inactius».

### Ingressos
El 2009 a Perriers-en-Beauficel hi havia 94 unitats fiscals que integraven 213 persones, la mediana anual d'ingressos fiscals per persona era de 13.689 €.

### Activitats econòmiques
Dels 5 establiments que hi havia el 2007, 3 eren d'empreses de construcció, 1 d'una empresa de comerç i reparació d'automòbils i 1 d'una empresa de serveis.
Dels 2 establiments de servei als particulars que hi havia el 2009, 1 era un paleta i 1 electricista.
L'any 2000 a Perriers-en-Beauficel hi havia 37 explotacions agrícoles que ocupaven un total de 414 hectàrees.

## Poblacions més properes
El següent diagrama mostra les poblacions més properes.